# Термометр

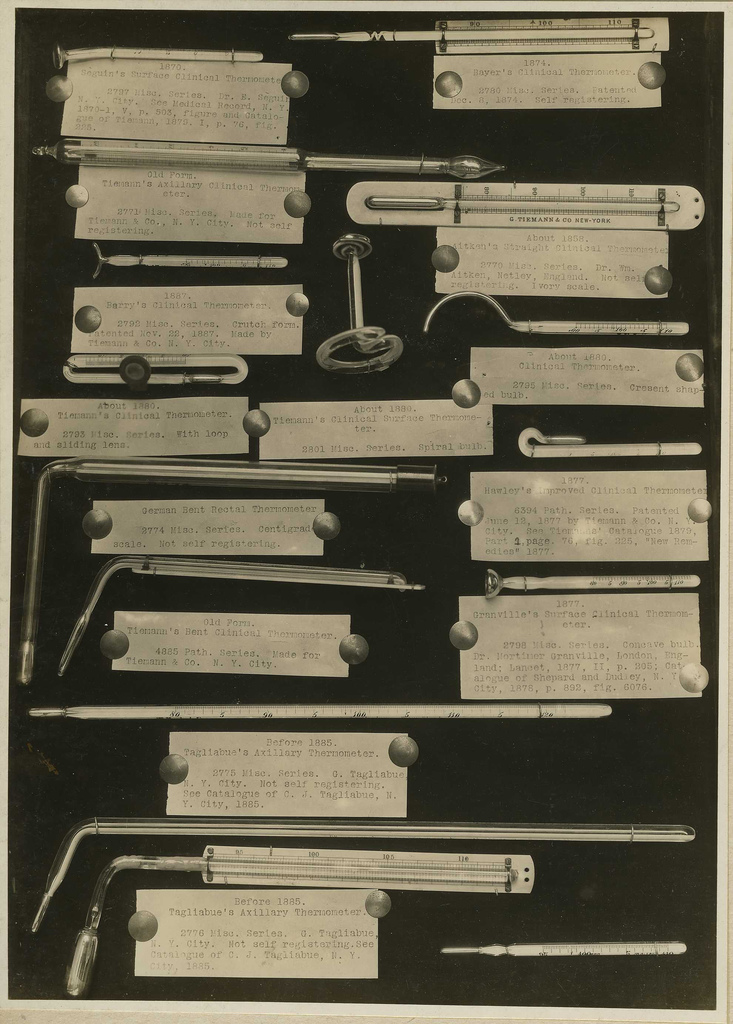
Термометри ΧΙΧ століття

Термо́метр (заст. Тепломір) (від грец. θερμός — тепло; грец. μετρέω — міряю) — прилад для вимірювання температури через перетворення тепла в покази або в сигнали. Існують різні види термометрів: рідинні, механічні, електричні, оптичні, газові, інфрачервоні. Частина термометра, яка перетворює теплову енергію у сигнал на основі іншого виду енергії, називається чутливим елементом або вимірювальним перетворювачем. Прилад може бути проградуйований у різних шкалах (шкала Цельсія, шкала Кельвіна, шкала Фаренгейта).

## Історична довідка

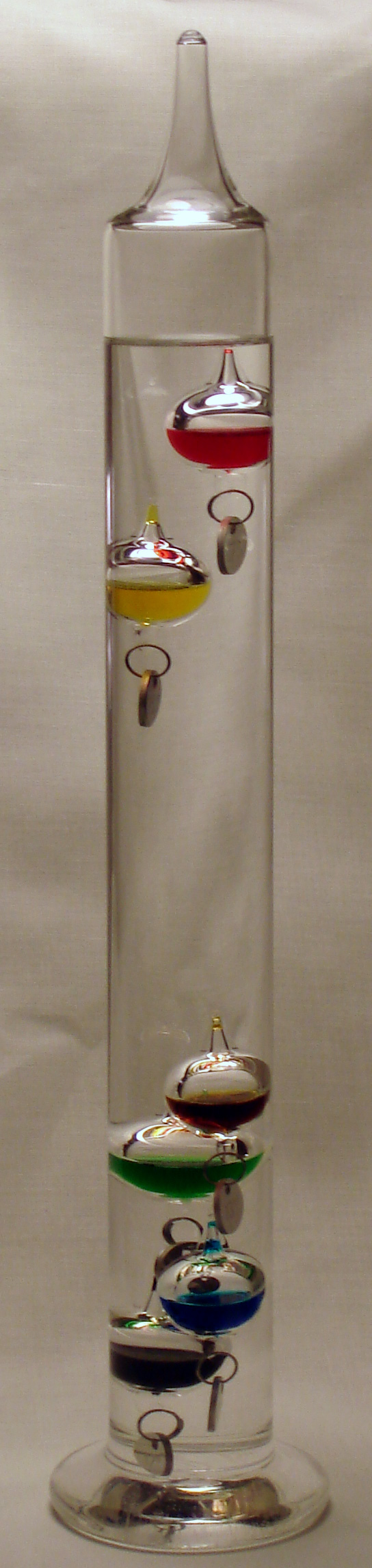
Термометр Галілея

Ще Філон Візантійський та Герон Александрійський знали, що деякі речовини, зокрема повітря, здатні розширюватися і стискатися під впливом тепла, та описували дослід, у якому спостерігали переміщення межі поділу між повітрям і водою у пробірці, опущеній відкритим кінцем у ємність з водою.
Винахідником термометра часто називають Галілео Галілея, хоча у його власних творах немає опису цього приладу, але його учні, Неллі і Вівіані, засвідчили, що вже у 1597 він створив щось на зразок термобароскопа (термоскопа).
Термоскоп виглядав як невелика порожниста скляна кулька з припаяною до неї скляною прозорою трубкою. Кульку нагрівали, а кінець трубки опускали у посудину з водою. Коли кулька охолоджувалася, тиск повітря у ній зменшувався, і вода в трубці під дією атмосферного тиску підіймалася на певну висоту. При зростанні температури і, відповідно, тиску повітря в кульці, рівень води в трубці опускався вниз. Недоліком приладу було те, що за ним можна було зробити висновок тільки про відносний ступінь нагрівання чи охолодження тіла, оскільки шкали у нього ще не було. Крім того, рівень води у трубці залежав не тільки від температури, але і від атмосферного тиску, що викликало похибку вимірювання.
Галілей також виявив закономірність, що об'єкти (скляні кульки заповнені водно-спиртовими розчинами) з різною густиною можуть спливати і занурюватися на дно у воді при зміні ступеня нагрівання, яка покладена в основу принципу роботи термометра Галілея.
Перша схема термоскопа була опублікована в 1617 році Джузеппе Б'янчані (Giuseppe Biancani). Перше зображення шкали, що фактично перетворювала термоскоп у термометр належить Роберту Фладду (1638). Це була вертикальна трубка, з колбою на верхньому кінці і зануреним у воду другим кінцем. Рівень води в трубі залежав від розширення і стиснення повітря. Це конструкція, яку зараз можна назвати повітряним термометром.
Першими, хто запропонував встановити шкалу на термоскоп за різними версіями називають Джованні Франческо Сагредо (Giovanni Francesco Sagredo) або Санторіо (Santorio) в роках між 1611 та 1613.
Термін «термометр» (французькою) першим застосував 1624 у праці «La Récréation Mathématique» Jean Leurechon, котрий описав прилад із шкалою, що мала 8 поділок.
Описані вище інструменти мали один суттєвий недолік: вони були одночасно і барометрами і на їх покази крім температури суттєвий вплив робив атмосферний тиск. Для вирішення цієї проблеми флорентійськими дослідниками термоскоп було перевернуто кулькою вниз, а в трубку наливалася вода (посудина з водою у цьому випадку вже була непотрібна). Дія цього приладу ґрунтувалася на тепловому розширенні, за точки відліку брали температури найжаркішого літнього і найхолоднішого зимового днів. Це був один з перших рідинних термометрів, покази якого не залежали від атмосферного тиску. Приблизно у 1654 році Фердинандо ІІ Медічі водяний термоскоп перетворив у спиртовий.
Термометри з рідиною описані вперше у 1667 р. у «Saggi di naturale esperienze fatte nell'Accademia del Cimento» («Нариси про природничо-науковому діяльності Академії дослідів»), де про них говориться як про предмети, які називають «Confia», давно виготовлені майстерними ремісниками, з розігрітого скла. Флорентійські термометри не тільки зображені в «Нарисах…», але збереглися у декількох примірниках до нашого часу в Галілеївському музеї, у Флоренції.
Багато інших вчених того часу експериментували з різними рідинами та конструкціями термометра. Однак, кожен винахідник і його термометр був унікальним, оскільки не було стандартної шкали вимірювання температур. У 1665 році Хрістіан Гюйгенс запропонував використовувати плавлення льоду і кипіння води як точки відліку ступеня нагріву, а в 1694 році Карло Ренальдіні (Carlo Renaldini) запропонував використовувати ці точки як опорні точки універсальної температурної шкали. У 1701 році Ісаак Ньютон пропонує шкалу на 12 поділок між температурою плавлення льоду і температура тіла людини. У 1703 р. Амонтоном у Парижі зробив спробу удосконалити повітряний термометр, вимірюючи не розширення, а збільшення пружності повітря, приведеного до одного й того ж об'єму при різних температурах підливанням ртуті у відкрите коліно; барометричний тиск та його зміни при цьому враховувалися. Нулем такої шкали повинна була служити температура, при якій повітря втрачає всю свою пружність (тобто сучасний абсолютний нуль), а другою постійною точкою — температура кипіння води. Вплив атмосферного тиску на температуру кипіння ще не був відомий Амонтону, а повітря у його термометрі не було звільненим від водяної пари; тому за його даними абсолютний нуль знаходився при −239,5° за шкалою Цельсія.
Нарешті в 1724 році Даніель Габріель Фаренгейт запроваджує температурну шкалу яка надалі, дещо у скоригованому вигляді, отримала його ім'я. Він міг цього досягти, використовуючи при виготовленні термометрів ртуть (яка має високий коефіцієнт теплового розширення), що забезпечило відповідну точність та відтворюваність вимірювання температури і привело у кінцевому рахунку до загального визнання. У 1742 році шведський фізик Андерс Цельсій запропонував шкалу з нулем в точці кипіння води і 100 градусів у точці плавлення льоду, і ця шкала, хоча в оберненому вигляді, тепер носить його ім'я. Зручнішою виявилася «перевернута» шкала, на якій температура танення льоду позначили 0°С, а температуру кипіння 100°С. Таким термометром вперше користувалися шведські вчені: ботанік К. Лінней і астроном М. Штремер. Цей термометр набув найбільшого поширення.
Роботи Реомюра в 1736 р. хоча і повели до встановлення 80° шкали, але були скоріше кроком назад проти того, що зробив уже Фаренгейт: термометр Реомюра був громіздкий, незручний у користуванні, а спосіб поділу на градуси був неточним і незручним.
Після Фаренгейта, Цельсія і Реомюра виготовлення термометрів потрапило до рук ремісників, оскільки термометри стали предметом торгівлі.
У 1848 р. англійський фізик Вільям Томсон (лорд Кельвін) довів можливість створення абсолютної шкали температур, нуль якої не залежить від властивостей води або речовини, що заповнює термометр. Точкою відліку за шкалою Кельвіна послужило значення абсолютного нуля: — 273, 15 °С. При цій температурі припиняється тепловий рух молекул. Отже, стає неможливе подальше охолодження тіл.

## Види термометрів
Жоден термометр не вимірює власне температуру, а лише зміну фізичних характеристик матеріалів, пов'язану з підвищенням або пониженням температури. Усі відомі прилади для вимірювання температури можна розділити на групи: контактні, безконтактні, електроконтактні.

## Контактні термометри
Прикладами змін фізичних характеристик матеріалів, що використовуються у контактних термометрах можуть служити:
- термічне розширення і пов'язана з ним зміна об'єму або густини рідини, газу або твердого тіла;
- деформація біметалевої пластинки;
- зміна тиску рідини або газу;
- зміна електричного опору;
- термоелектричні явища.

За цим ж ознаками і класифікуються термометри контактного типу.

### Рідинні термометри

#### Галерея

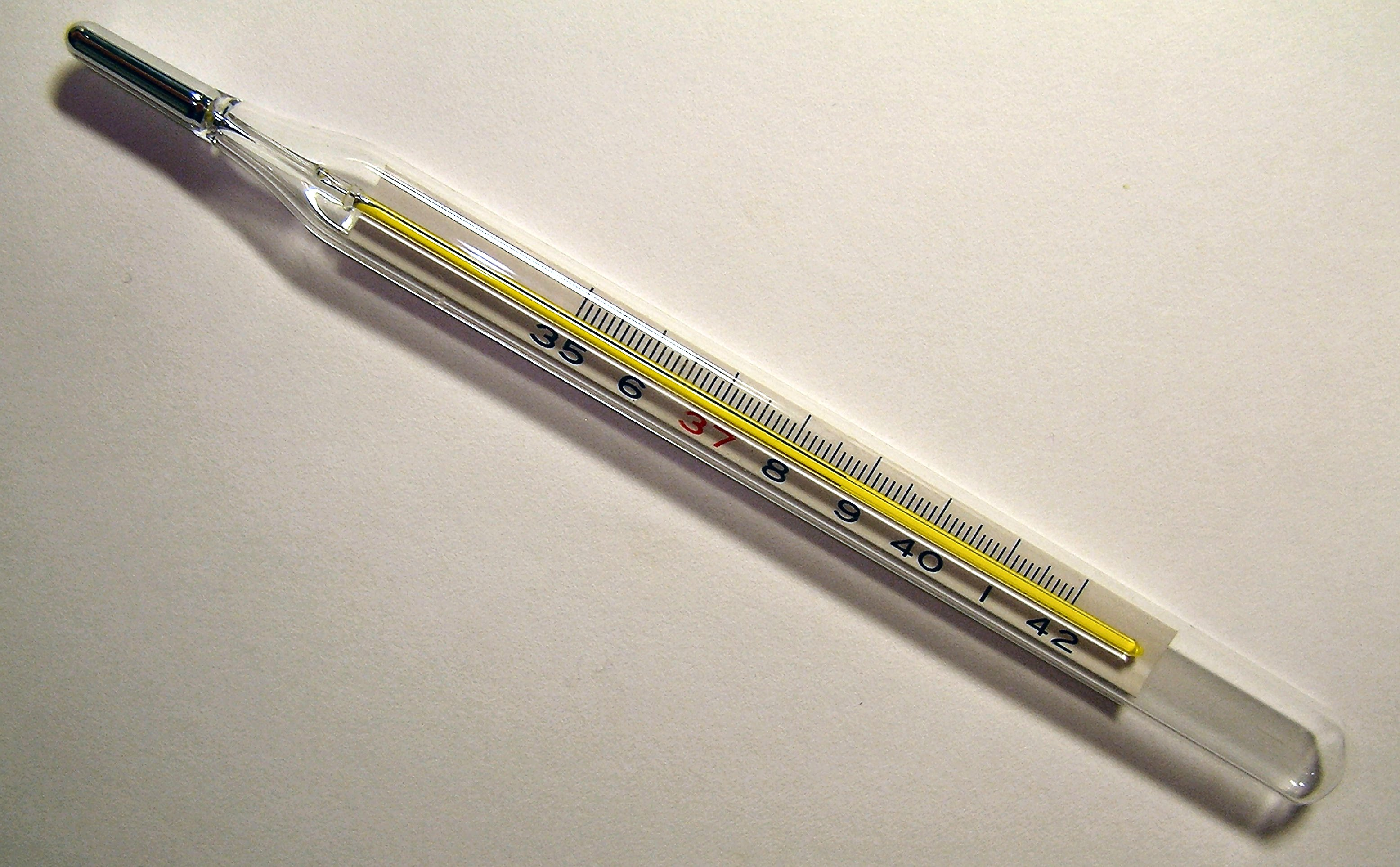
Ртутний медичний термометр
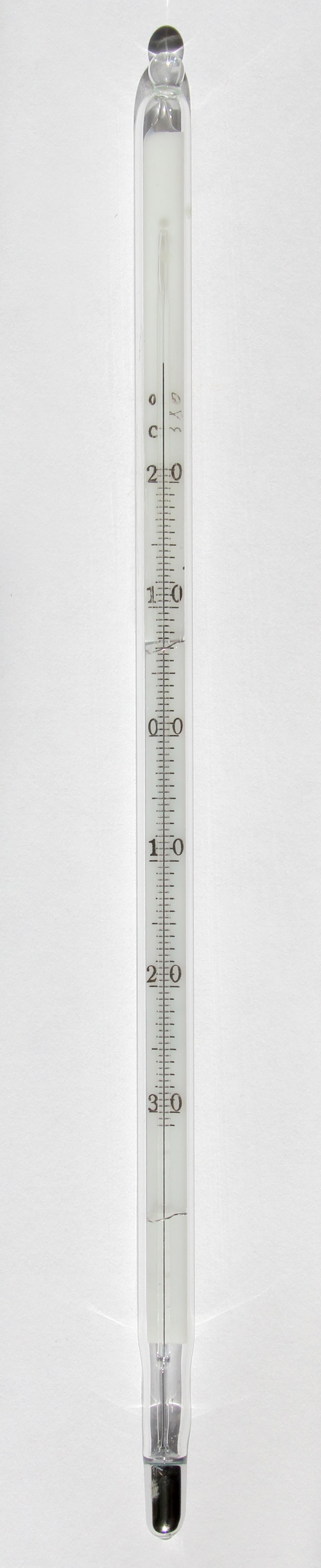
Ртутний лабораторний термометр
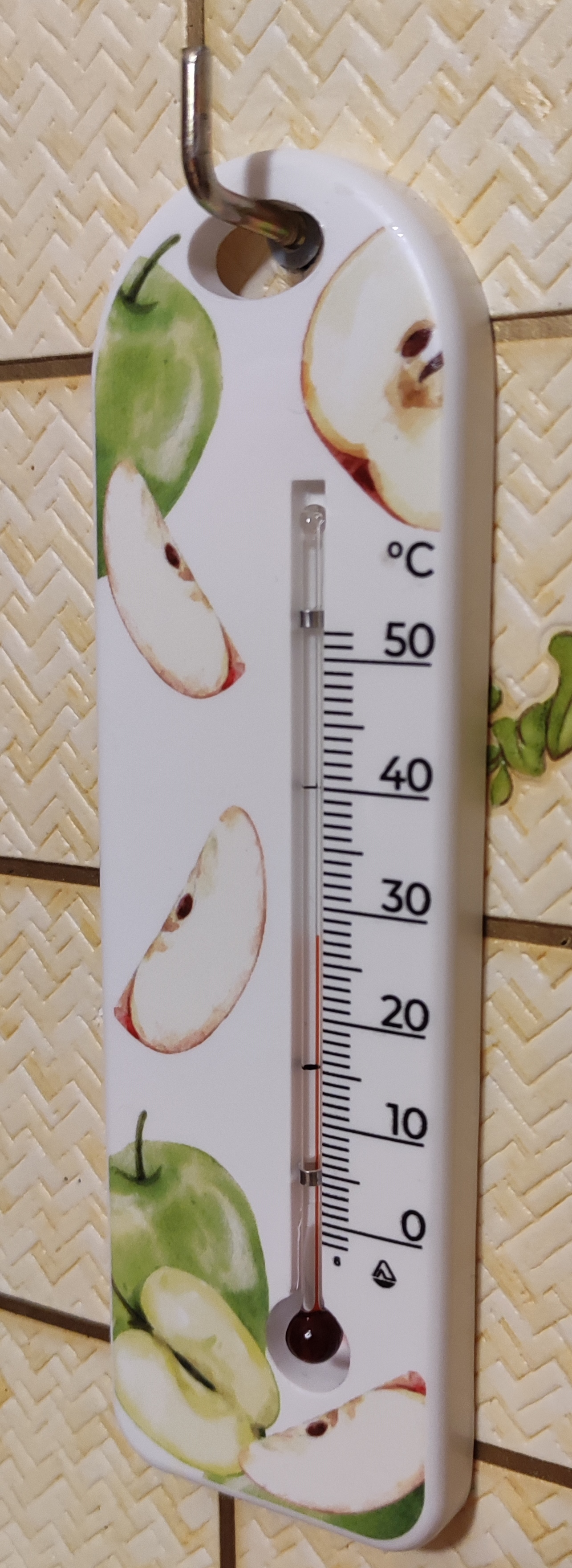
Кімнатний спиртовий термометр виробництва ПрАТ «Склоприлад»

#### Принцип роботи і класифікація
Робота рідинних термометрів базується на використанні теплового розширення рідини залитої у скляну трубку, (зазвичай це етиловий спирт, толуол, гас, пентани або ртуть).  При зміні температури середовища, з яким термометр перебуває у безпосередньому контакті, стовпчик рідини змінює свою довжину у трубці. Основними елементами конструкції термометра є резервуар, заповнений рідиною і з припаяним до нього капіляром і шкала. Конструктивно вони поділяються на паличкові або з вкладеною шкалою, за формою — прямі або кутові. У паличкових термометрах шкала розміщується безпосередньо на поверхні товстостінного капіляра. У термометрів із вкладеною шкалою капіляр і пластина шкали укладені в захисну оболонку, припаяну до резервуару.
Залежно від призначення діляться на зразкові, лабораторні, технічні, побутові, метеорологічні, медичні, для сільського господарства.
Для задач регулювання і сигналізації розроблені електроконтактні термометри.

#### Похибки рідинних термометрів
Допустимі похибки вимірювання технічних термометрів не повинні перевищувати однієї поділки шкали. Так, при ціні поділки 1 °C, Δ=±1 °C.
Для інших термометрів похибка може перевищувати ціну поділки. Так, наприклад, лабораторні термометри з ціною поділки 0,01 °C мають допустиму похибку вимірювання Δ=±0,03 °C .
Скляні термометри є одними з найточніших засобів вимірювання температури.

#### Сучасні рідинні термометри
У зв'язку із забороною застосування ртуті в багатьох областях діяльності ведеться пошук альтернативних наповнень для побутових термометрів. Наприклад, такою заміною може стати сплав галінстан.
Переваги рідинних термометрів: мають високу точність, низьку вартість і прості в експлуатації.
Недоліками таких термометрів є: покази важко прочитати, неможливість автоматичного запису, передачі показів на відстань та неможливість ремонту.
Діапазон вимірювання становить від −40 °C до +40 °C , а ціна поділки від 0,01 °C до 1 °C (для ртутних медичних термометрів ціна поділки становить 0,1 °C).

### Термометри на основі біметалевої пластинки

Термометр на основі біметалевого елементу.

Термометри біметалічного типу діють за тим же принципом, що і рідинні, але як датчик (чутливий елемент) зазвичай використовується спіраль або стрічка з біметалу — біметалева пластина. Для виготовлення пластин використовуються сплави, що мають значну різницю коефіцієнту теплового розширення. Один кінець стрічки, як правило, нерухомо закріплений у корпусі пристрою, а інший — переміщується в залежності від температури пластини.

### Манометричні термометри
Манометричні термометри — прилади для вимірювання температури, що включають в себе чутливий елемент (термобалон) і показуючий пристрій, які з'єднані капілярною трубкою і заповнені робочою речовиною. Принцип дії базується на зміні тиску робочої речовини у замкненій системі термометра в залежності від температури.
Манометричні термометри залежно від виду робочої речовини, яка заповнює термосистему, поділяються на газові, рідинні і конденсаційні.
Газові манометричні термометри використовуються для вимірювання температур від −200 °C до 600 °C. Як робоче тіло застосовується азот.
Рідинні манометричні термометри призначені для вимірювання температур від −150 °C до 300 °C. Як робоче тіло, що заповнює термосистему, застосовують ртуть, пропіловий спирт, метаксилол. Рідинні манометричні термометри так само як і газові мають лінійну шкалу.
Конденсаційні манометричні термометри призначені для вимірювання температур від −50 °C до 300 °C. Термобалон термометра приблизно на ¾ заповнений рідиною з низькою температурою кипіння (наприклад, фреон, пропілен, ацетон), над якою є насичена пара цієї рідини. Кількість рідини в термобалоні повинна бути такою, щоб при максимальній температурі не вся рідина переходила в пару. Тиск у термосистемі конденсаційного термометра буде дорівнювати тиску насиченої пари робочої рідини, який залежить від температури, при якій знаходиться робоча рідина, тобто температури вимірюваного середовища. Ця залежність тиску насиченої пари від температури має нелінійний характер.
Газові і рідинні манометричні термометри мають клас точності 1; 1,5 і 2,5, а конденсаційні — 1,5; 2,5 і 4.

### Термометри опору

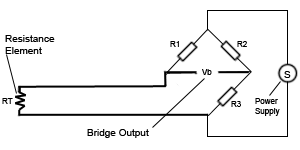
Двопровідникова схема підключення чутливого елемента термометра опору (термопари)

Конструкція термометра опору ґрунтується на давачі, електричний опір чутливого елемента (сенсора) якого залежить від температури. Може виконуватись з металевого чи напівпровідникового матеріалу. В останньому випадку його називають термістором.
Матеріали, що використовуються для виготовлення чутливих елементів (первинних перетворювачів) технічних термометрів опору, повинні відповідати вимогам стабільності та лінійності градуювальної характеристики, відтворності, хімічної стійкості, жароміцності та ін. Для виготовлення чутливих елементів термометрів опору застосовуються мідь, платина і нікель. Окрім металів застосовують також напівпровідники: германій, оксиди міді, марганцю, кобальту, титану та їх суміші. Вони мають великі від'ємні температурні коефіцієнти опору, тому з них можна виготовляти малогабаритні чутливі елементи термоперетворювачів опору.
Термоперетворювачі опору випускаються для вимірювання температур у діапазоні від −260 °C до 1100 °C. У таких виконаннях: занурювальні і поверхневі, стаціонарні і переносні, негерметичні і герметичні; звичайні, пилозахищені, водозахищені, вібростійкі, вибухобезпечні, захищені від агресивних середовищ та інших зовнішніх впливів, середньої і великої інерційності.
Існує три схеми включення давача у вимірювальне електричне коло: 2-, 3- і 4-провідникова.
До переваг термометрів опору необхідно зарахувати високу точність і стабільність характеристики перетворення, можливість вимірювати кріогенні температури.
До недоліків необхідно — великі розміри чутливого елементу, що не дає можливості вимірювати температуру в точці об'єкту чи середовища (діаметр оболонки чутливого елемента 6…20 мм, довжина 50…180 мм) та необхідність додаткового джерела живлення.

### Термоелектричні термометри
Робота термоелектричних термометрів базується на тому, що чутливим елементом є термопара (контакт між металами з різною електронегативністю створює контактну різницю потенціалів, яка залежить від температури).
Термоелектричні термометри мають дуже широкий діапазон вимірювання — від −200 °C до 2200 °C (короткочасно до 2500 °C), можуть вимірювати температуру у точці об'єкта або вимірюваного середовища, мають малі габаритні розміри — від 0,5 мм (великі діаметри захисних оболонок визначаються вимогами механічної і термічної міцності). Термоелектричні термометри відрізняються достатньо високою точністю і стабільністю характеристик перетворення, хоча вони і поступаються трохи за цими показниками термоперетворювачам опору.
До числа недоліків необхідно віднести необхідність використання спеціальних термоелектродних провідників для підключення перетворювачів до вимірювального приладу і необхідність стабілізації або автоматичного введення поправки на температуру вільних кінців.
До матеріалів, які використовуються для виготовлення чутливих елементів термоелектричних термометрів, ставляться такі ж вимоги, як і для термометрів опору. У наш час[коли?] застосовуються стандартні термоелектричні термометри: мідь-копелеві, мідь-міднокопелеві, залізо-міднонікелеві, хромель-копелеві, хромель-алюмелеві та інші.
Для вимірювання термо- ЕРС термоелектричних термометрів найбільшого поширення набули магнітоелектричні мілівольтметри і потенціометри — автоматичні і з ручним керуванням. Мілівольтметри для вимірювання е.р.с. можуть бути показуючими, самопишучими і регулюючими з класами точності 0,2; 0,5; 1,0 і 1,5. Потенціометри істотно підвищують точність вимірювання термо- е.р.с. Автоматичні потенціометри для вимірювання термо-ЕРС випускаються показуючими і самопишучими, одно- і багатоточковими. Запис показів здійснюється на стрічковому або дисковому діаграмному папері, або у пам'ять ЕОМ.

## Безконтактні термометри

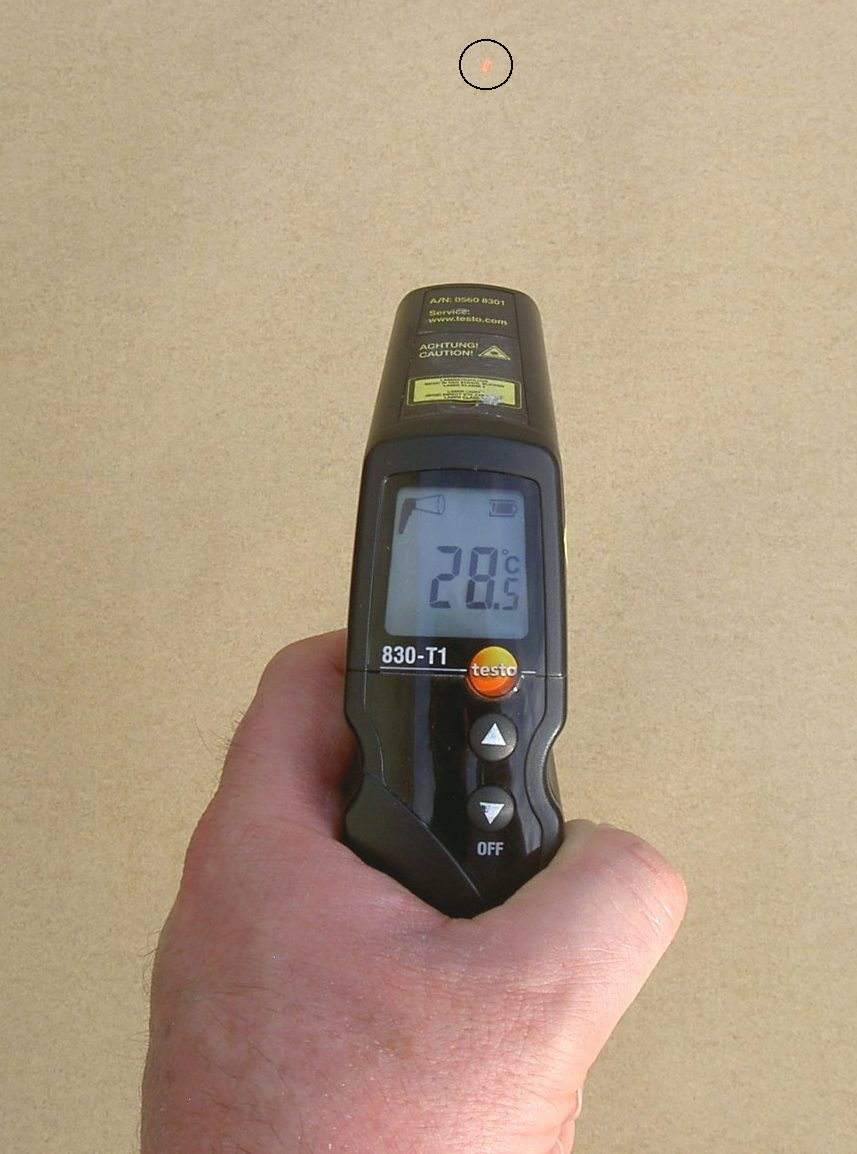
Пірометр, що працює в діапазоні інфрачервоного випромінювання

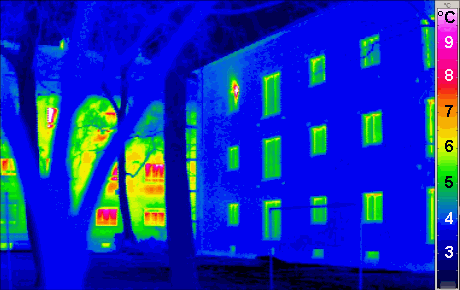
Зображення житлового будинку у тепловізорі

Оптичні термометри дозволяють реєструвати температуру завдяки зміні рівня світності, спектру та інших параметрів при зміні температури. Наприклад, інфрачервоні вимірювачі температури тіла.
Безконтактні засоби вимірювання температури поділяються на: пірометри, тепловізори і радіометри.

### Пірометри
Пірометр — прилад для безконтактного вимірювання температури непрозорих тіл за їх випроміненням в оптичному діапазоні спектру. Принцип дії полягає на вимірюванні потужності теплового випромінення об'єкту вимірювання.

### Тепловізори
Тепловізор — оптико-електронний прилад для візуалізації температурних полів та вимірювання температури. Переважно працює в інфрачервоній частині електромагнітного спектру — теплові зображення утворюється завдяки зміщенню максимумів спектрів власного випромінювання тіл під час їх нагрівання у короткохвильову область.

### Радіометр теплового випромінювання
Радіометром (пірометр повного випромінювання) вимірюють радіаційну температуру тіла. Принцип роботи таких термометрів базується на використанні закону Стефана-Больцмана. Радіометр оснащений оптичною системою, яка збирає промені від нагрітого тіла на теплоприймачеві (сенсорі). Теплоприймачем зазвичай є термоелектрична батарея або терморезистор, а вимірювальним приладом служать мілівольтметри, автоматичні потенціометри чи збалансовані мости.
В наш час термометри є поширеними по всьому світі і мають дуже точні шкали.